# Aedes cacozelus
Aedes cacozelus é um espécie de mosquito do género Aedes, pertencente à família Culicidae.